# Georgia en los Juegos Europeos
Georgia en los Juegos Europeos está representada por el Comité Olímpico Nacional Georgiano, miembro de los Comités Olímpicos Europeos. Ha obtenido un total de 55 medallas: 12 de oro, 18 de plata y 25 de bronce.

## Medalleros

### Por edición
| Evento        | Oro | Plata | Bronce | Total |
| ------------- | --- | ----- | ------ | ----- |
| Bakú 2015     | 2   | 6     | 8      | 16    |
| Minsk 2019    | 6   | 10    | 14     | 30    |
| Cracovia 2023 | 4   | 2     | 3      | 9     |
| TOTAL         | 12  | 18    | 25     | 55    |

### Por deporte
| Evento        | Oro | Plata | Bronce | Total |
| ------------- | --- | ----- | ------ | ----- |
| Boxeo         | 0   | 2     | 1      | 3     |
| Esgrima       | 1   | 0     | 0      | 1     |
| Gimnasia      | 0   | 1     | 1      | 2     |
| Judo          | 5   | 4     | 5      | 14    |
| Karate        | 0   | 0     | 2      | 2     |
| Kickboxing    | 1   | 0     | 1      | 2     |
| Lucha         | 0   | 6     | 6      | 12    |
| Muay thai     | 0   | 0     | 1      | 1     |
| Piragüismo    | 0   | 1     | 0      | 1     |
| Sambo         | 4   | 3     | 7      | 14    |
| Taekwondo     | 1   | 0     | 0      | 1     |
| Tiro          | 0   | 0     | 1      | 1     |
| Tiro con arco | 0   | 1     | 0      | 1     |
| TOTAL         | 12  | 18    | 25     | 55    |